# Prix Pictet
Prix Pictet är ett internationellt fotopris, vilket är inriktat på fotografier som belyser miljöfrågor.
Prix Pictet har sitt namn efter finansiären, den schweiziska privatbanken Pictet & Cie, och administreras av företaget Prix Pictet Ltd i samarbete med den brittiska dagstidningen Financial Times. Priset delades ut första gången 2008. Prissumman är CHF 100.000.

## Pristagare
- 2008 (tema: vatten) - den kanadensiske fotografen Benoit Aquin
- 2009 (tema: jord) - den israelisk-brittiske fotografen Nadav Kander
- 2010 Inget pris utdelat
- 2011 (tema: tillväxt) - den amerikanske fotografen Mitch Epstein
- 2012 (tema: kraft) - den franske fotografen Luc Delahaye
- 2014 (tema: förbrukning) - den tyske fotografen Michel Schmidt
- 2015 (tema: oordning) – franska fotografen Valérie Belin
- 2016 (tema  rymd) – irländska fotografen Richard Mosse
- 2019 (tema: hopp) - Joana Choumali från Elfenbenskuste
- 2021 (tema: eld)- den amerikanska fotografen Sally Mann[1]
- 2023 (tema: mänskligt) - den indiska fotografen Gauri Gill[2]